# 13 Giorni
13 Giorni è un gioco da tavolo strategico, progettato da Asger Harding Granerud, Daniel Skjold Pedersen e Jacob Walker e pubblicato nel 2016 dalla Jolly Roger Games.
Il gioco si basa sulla Guerra fredda mettendo a confronto le due maggiori potenze, ossia Stati Uniti d'America ed Unione Sovietica in diversi teatri geografici e mediatici del globo. Il vincitore sarà chi avrà ottenuto più punti prestigio a livello mondiale, ma può terminare anche con un nulla di fatto con lo scoppio di una Guerra nucleare se i giocatori non avranno mantenuto un livello di equilibrio sufficiente.

## Componenti
- Un tabellone
- 39 Carte Strategia (13 Organizzazione delle Nazioni Unite, 13 Stati Uniti d'America e 13 USSR)
- 1 Carte Lettera personale
- 13 Carta Agenda
- 34 Segnalini Influenza
- 6 Segnalini DEFCON
- 6 Bandiere
- 1 Segnalino Prestigio giallo
- 1 Segnalino Turno nero
- 1 regolamento[2]

## Descrizione
Si gioca in 2 giocatori. Il tabellone rappresenta la cartina geografica del mondo divisa in nove settori. Ciascun settore è diviso per categoria
- Arena politica: Cuba, Turchia, Italia
- Arena militare: Cuba, Atlantico, Berlino
- Arena opinione pubblica: Televisioni, Nazioni Unite, Alleanze

Nel corso dei tre round di gioco i giocatori si alternano giocando una carta a testa delle cinque che hanno in mano. Ogni carta può essere utilizzata per piazzare o rimuovere i propri cubi dalle varie aree, oppure per attivarne lo specifico evento. Le carte appartengono all'ONU (neutrali), USA o URSS e quando se ne gioca una “nemica”, l'avversario ha il diritto di attivarne l'evento. 
All'inizio di ciascuno dei tre round si ricevono anche tre carte obiettivo: i giocatori indicano questi obiettivi con tre bandierine e poi ne scelgono in segreto uno solo: se riusciranno a conseguirlo con successo alla fine del round, otterranno punti prestigio. I punti sono segnati su una scala e averne di più alla fine della partita significa vincere. 
Si può vincere istantaneamente anche se l'avversario fa scoppiare una guerra nucleare: i segnaposto dei giocatori avanzano sui tracciati quando si piazzano cubi o si attivano determinati eventi, mentre arretrano se si tolgono cubi. Se il segnaposto avanza troppo aumentando il DEFCON, si perde. 
Delle 5 carte in mano in ogni round, se ne giocano solo 4 e la restante è posta in una pila comune da scrutinare a fine partita: in queste carte si contano i cubi (ogni carta fa piazzare o togliere da 1 a 3 cubi) e se una delle due superpotenze è in vantaggio, prende +2 punti prestigio. 
Salvo sconfitta per guerra nucleare, chi ha più punti prestigio vince.